# Усукі
Усукі (яп. 臼杵市) — місто в Японії, у префектурі Ойта.

## Географія
Розташування
Місто Усукі розташоване на острові Кюсю, у південній частині префектури Ойта. Площа 291,2 км². Має вихід до Внутрішнього Японського моря. Межує з містами Ойта, Саїкі, Цукумі, Бунґо-Оно.

## Населення
Станом на 1 березня 2017 року населення Усукі становить 38 090 особи. Густота населення 130,8 ос./км². Нижче приведена діаграма зміни чисельності населення міста за даними переписів Японії.

## Символіка
Символами міста є Citrus sphaerocarpa (по-японські «кабосу») та Шавлія блискуча.

## Міста-побратими
- Канді, Шрі-Ланка
- Дуньхуан, КНР

## Галерея

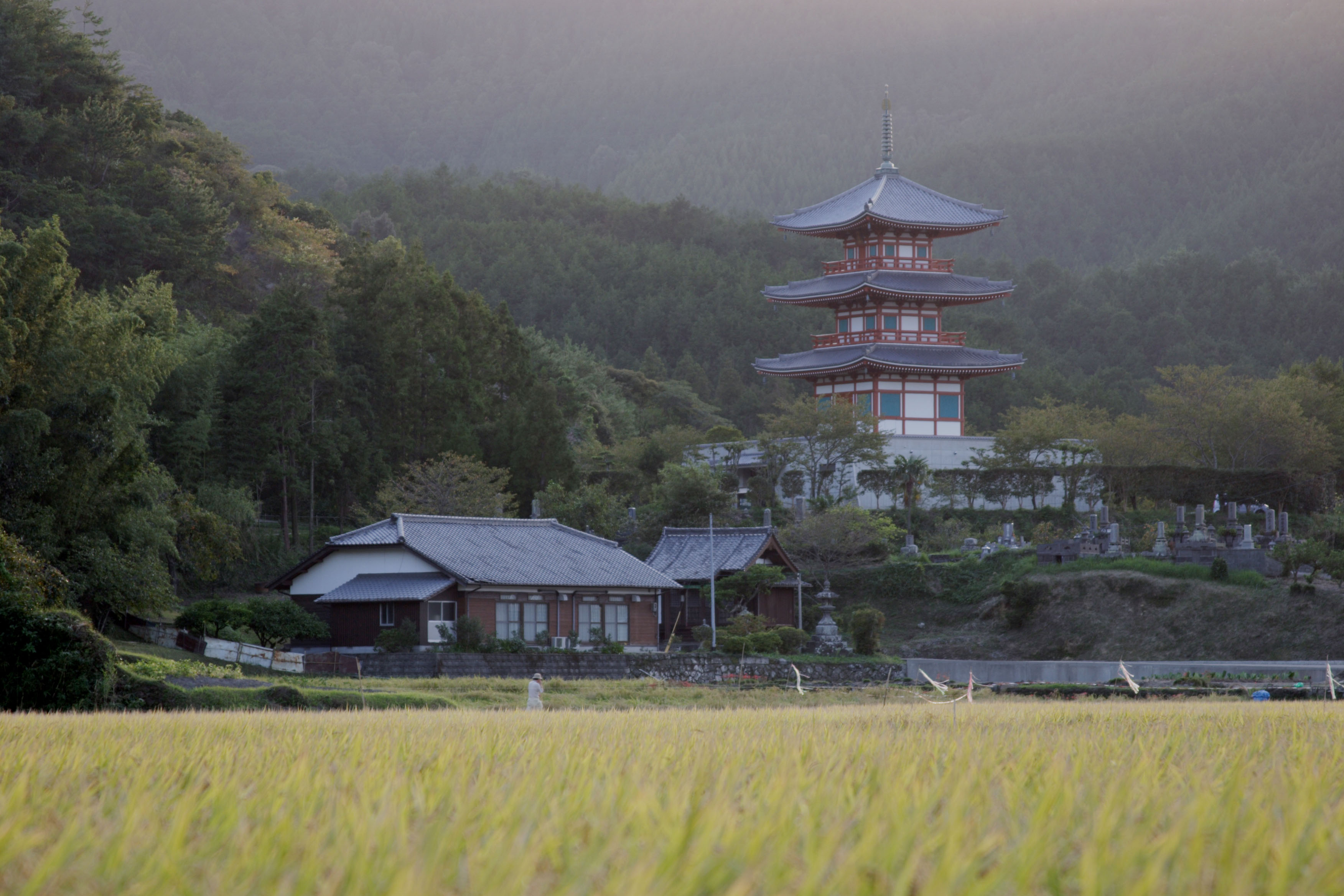
Замок Дзентокудзі
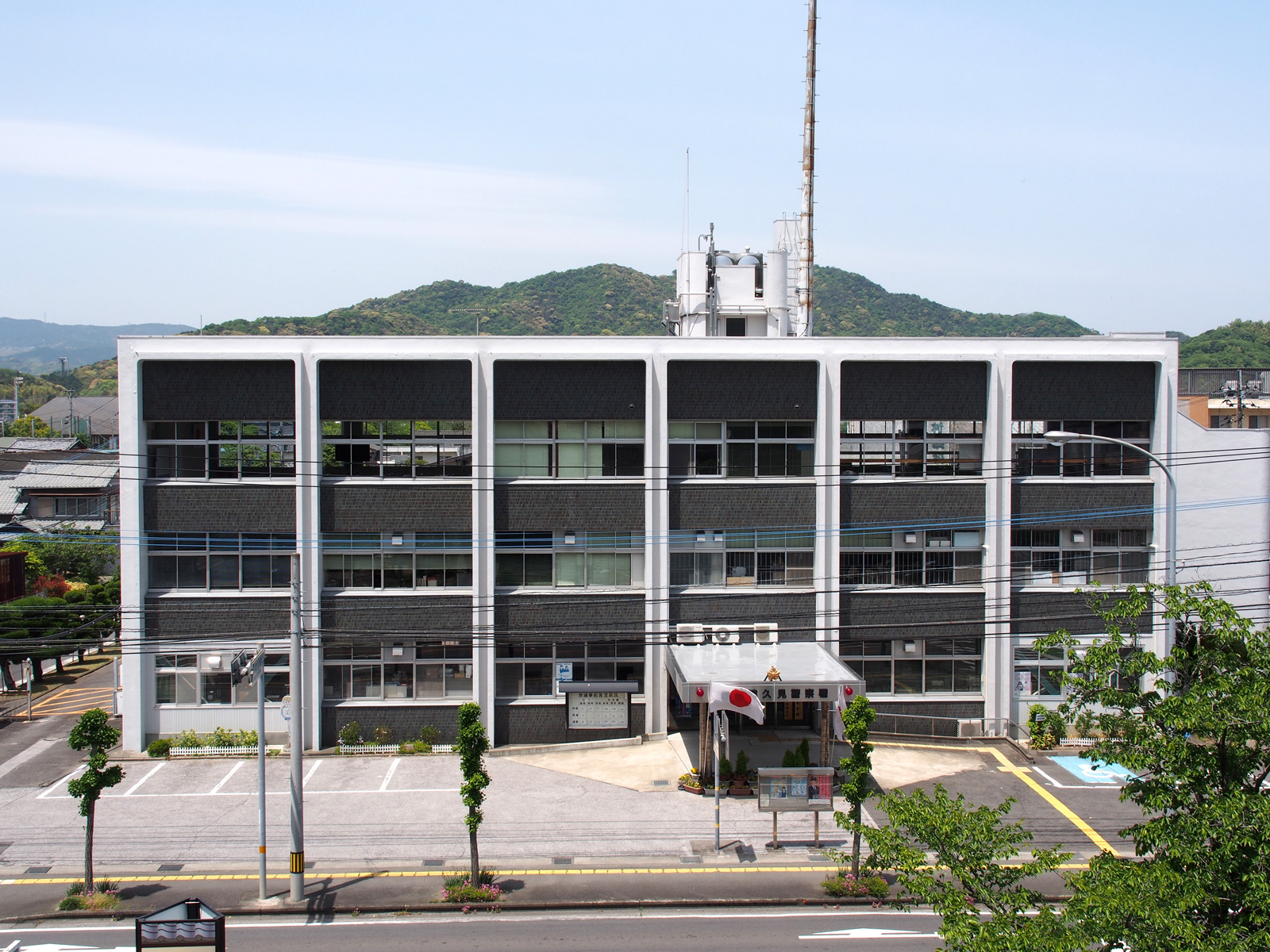
Поліцейське відділення Усукі
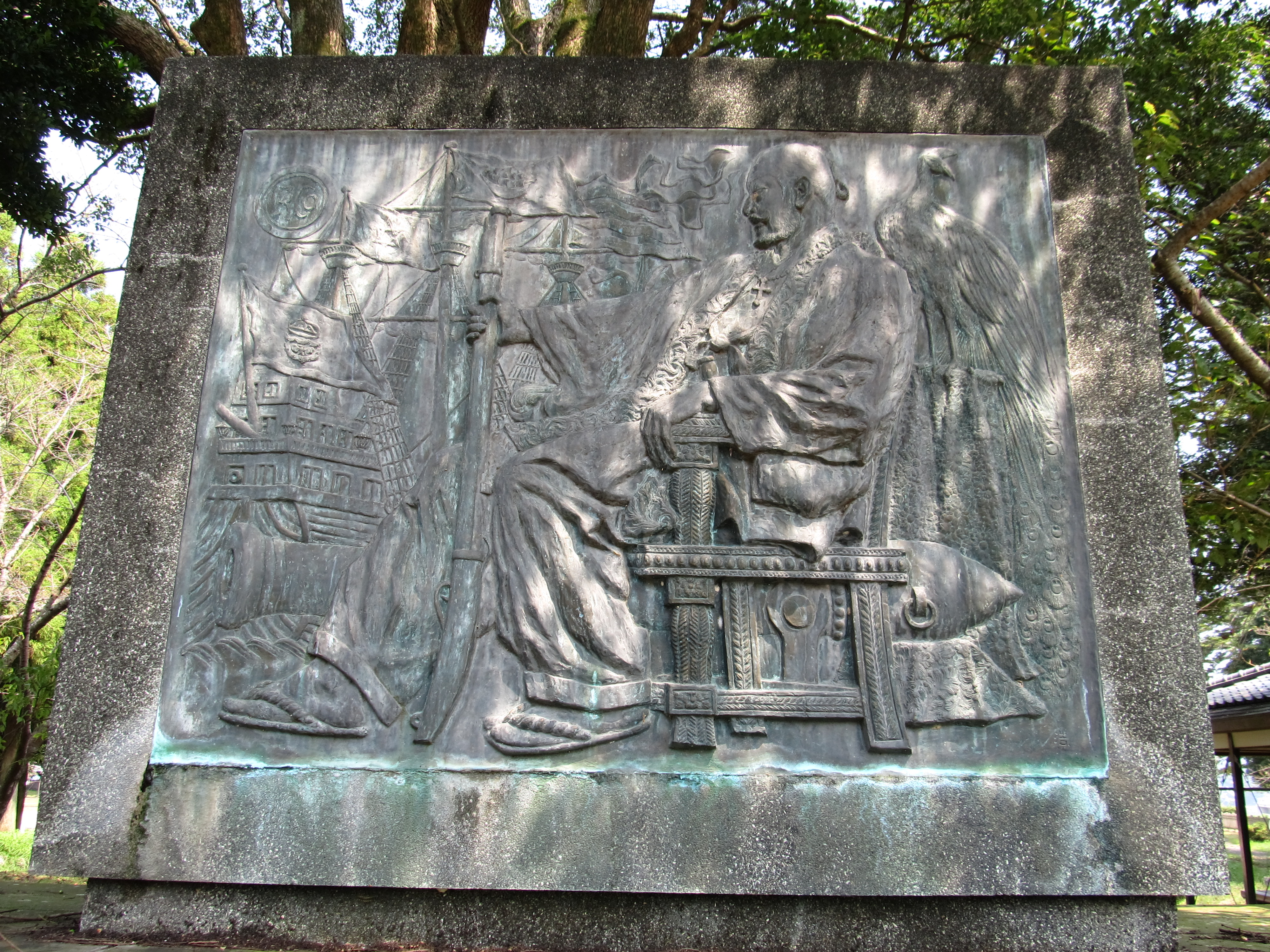
Рельєфне зображення Отомо Сорін у парку Усукі
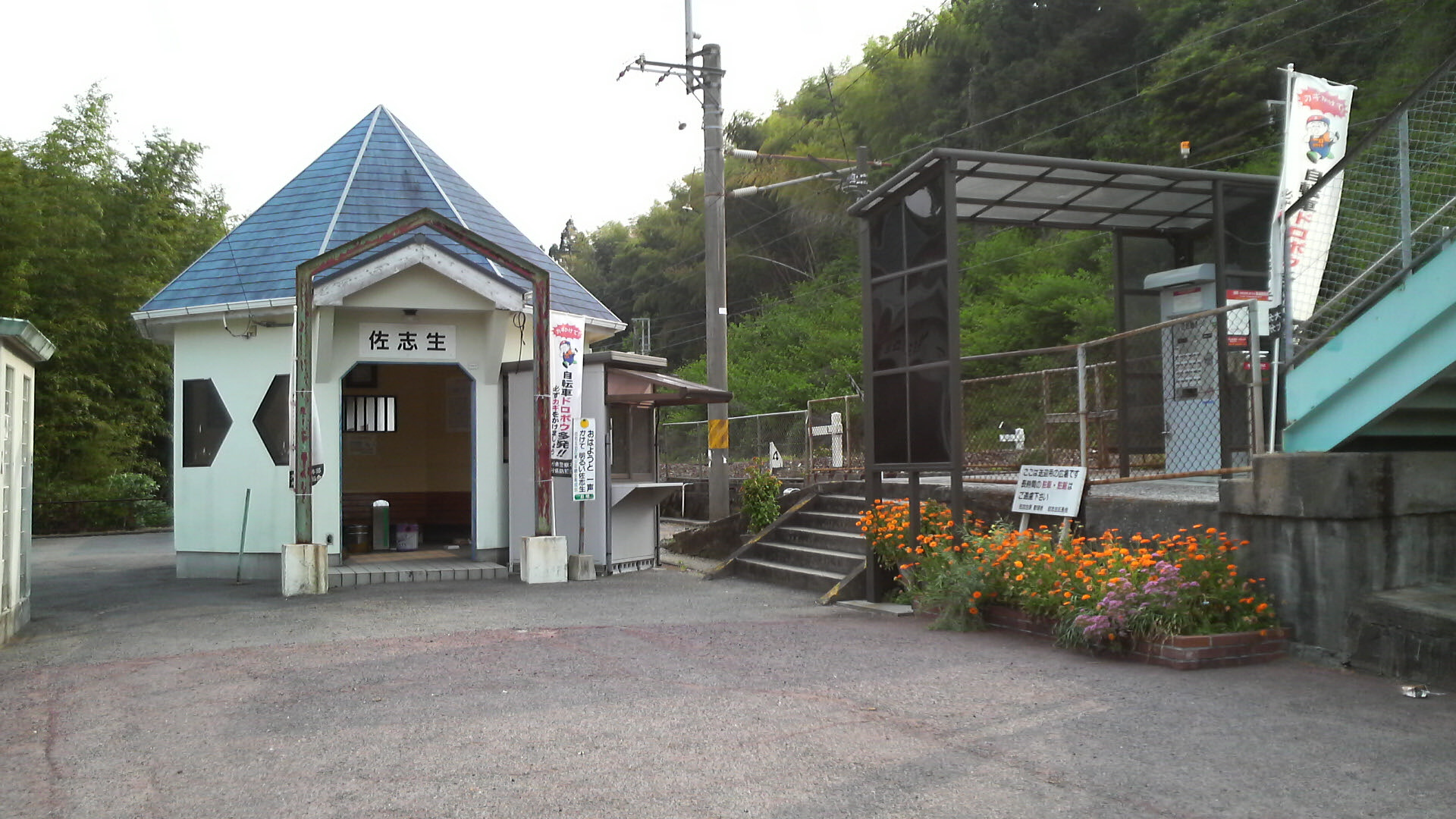
Станція Сасіу
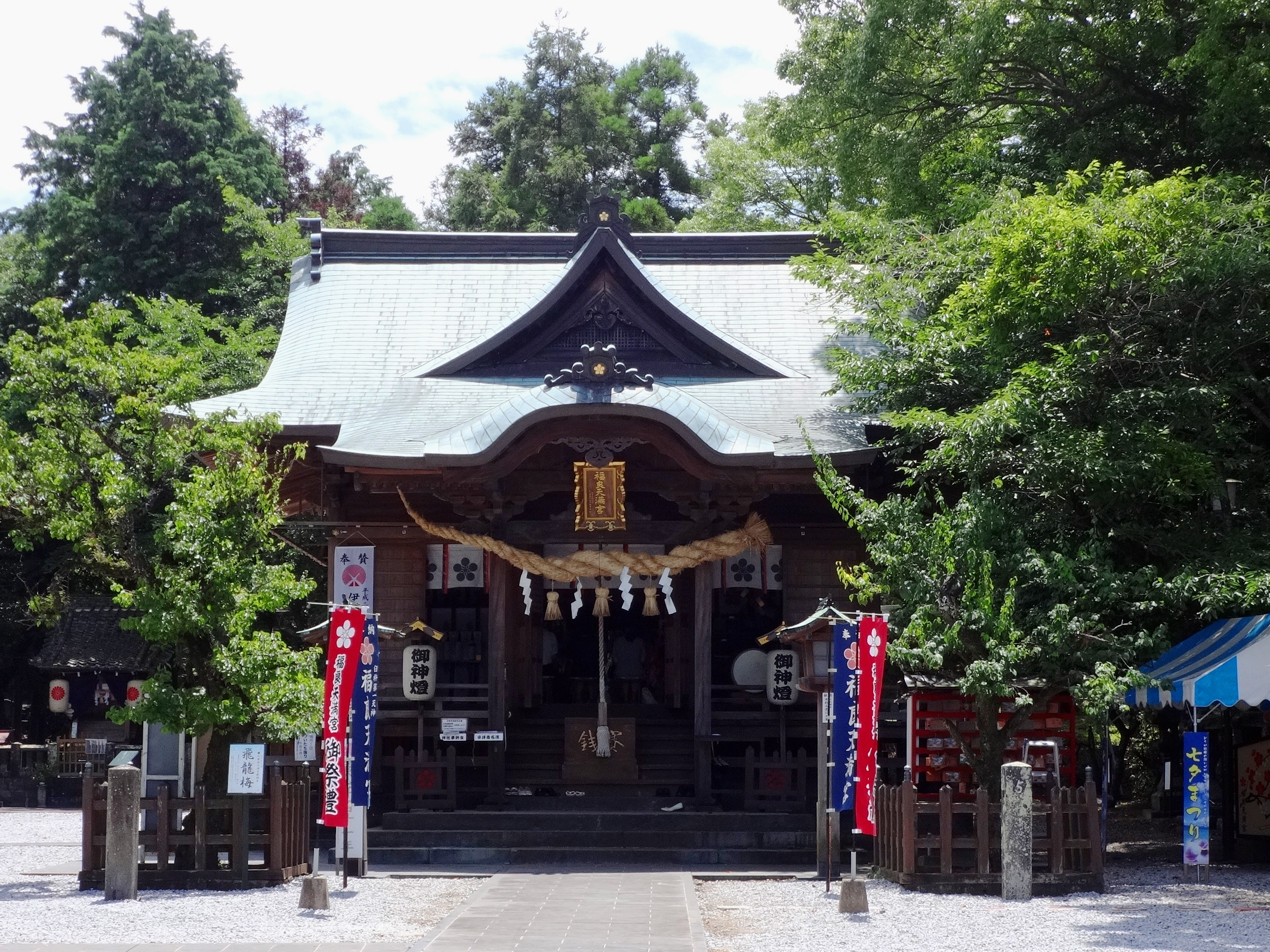
Фукуратенманґу